# Bouclier de Saxe

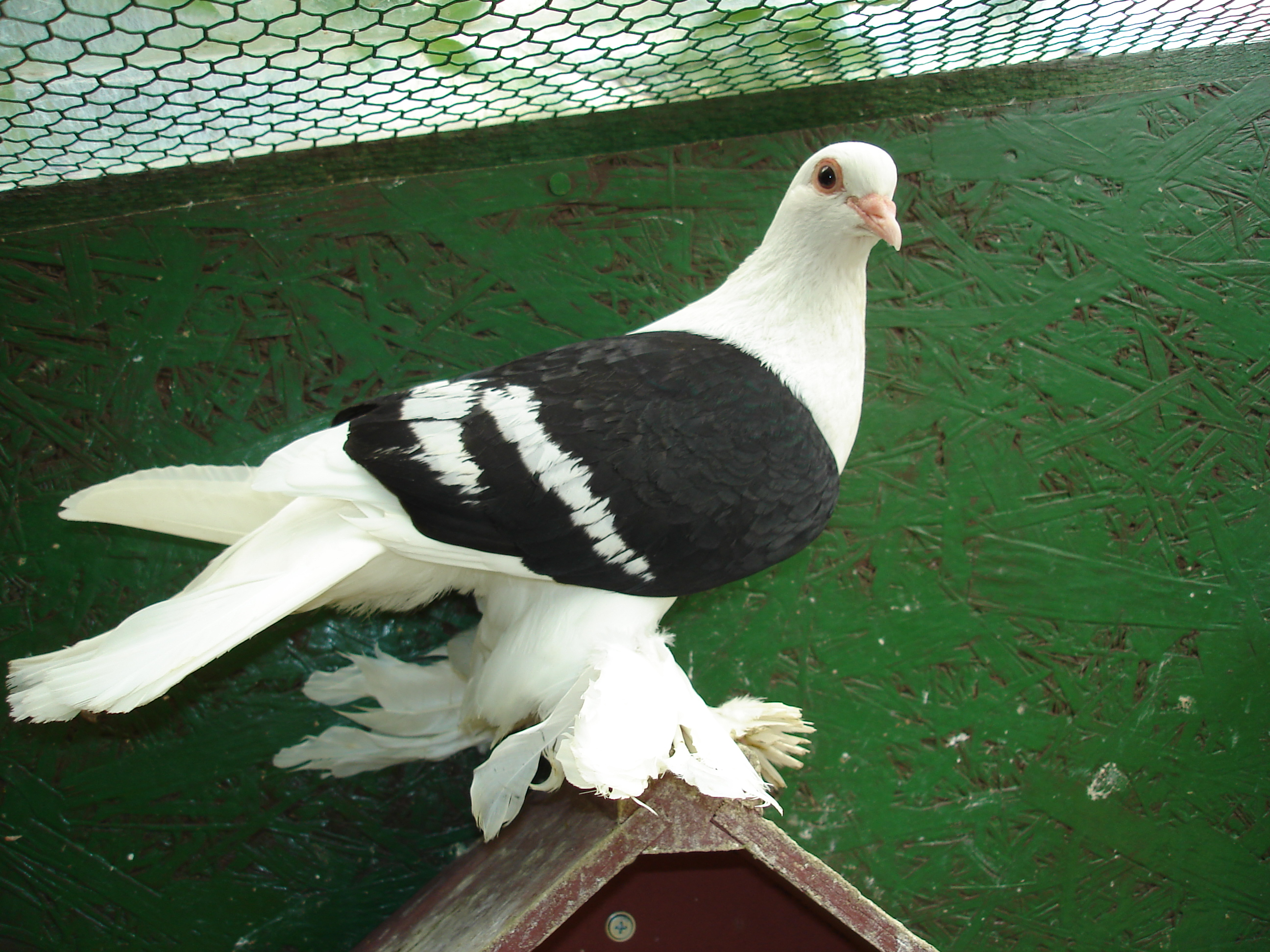
Bouclier de Saxe noir sans coquille, barré blanc.

Le bouclier de Saxe est une race de pigeon domestique originaire de Saxe en Allemagne. Il est classé dans la catégorie des pigeons de couleur,.

## Histoire
Les pigeons à dessin en forme de bouclier sur les ailes existent au moins depuis le XVe siècle en Europe. Le bouclier de Saxe est comme son nom l'indique originaire de Saxe, où il est élevé depuis le début du XIXe siècle. La variété avec une coquille de plumes en arrière de la tête est originaire de Haute-Lusace. C'est aujourd'hui une race d'exposition présente dans toute l'Europe.

## Description
Comme les autres races de pigeons bouclier, le bouclier de Saxe présente un dessin en forme de bouclier sur les ailes. Celui-ci peut être noir, bleu, rouge ou jaune avec des barres blanches, ou bien bleu avec des barres noires ou non barré, bleu écaillé (maillé) ou argenté écaillé (maillé). Le plumage de son corps est toujours blanc. Ses pattes sont emplumées de longues plumes blanches. Il possède ou non une petite coquille de plumes derrière la tête.
Son corps élégant est allongé avec les longues plumes de la queue bien dans la continuité du corps donnant une impression d'horizontalité.